# KIES Lokaal
KIES Lokaal (Kernen In Evenwicht en Samenhang) is een lokale politieke partij in de Noord-Hollandse gemeente Bergen. De partij is opgericht in aanloop naar de verkiezingen van 2014 en is met vijf zetels vertegenwoordigd in de gemeenteraad.

## Geschiedenis
KIES Lokaal werd in aanloop naar de gemeenteraadsverkiezingen van 20 maart 2014 opgericht door Janina Luttik-Swart uit Egmond, die eerder actief was voor Gemeentebelangen BES. Tijdens de campagne werd de partij ervan beschuldigd stemmen te hebben geronseld. Na onderzoek van de politie bleek dit niet het geval te zijn. Bij deze verkiezingen behaalde KIES Lokaal 6 van de 23 zetels, waarmee zij direct de grootste partij werd.
KIES Lokaal ging deel uitmaken van de coalitie, samen met D66, CDA en PvdA. Rob Zeeman werd wethouder namens KIES Lokaal. Op 5 april 2016 trad hij af, nadat bleek dat hij illegaal een appartement verhuurde. Hij werd vanaf 12 mei dat jaar opgevolgd door raadslid Hugo Snabilie.
Bij de verkiezingen van 21 maart 2018 verloor de partij een zetel, maar bleef ze wel de grootste. Na de verkiezingen wisselden de partijen van rol, en kwam KIES Lokaal in de oppositie. Nadat het college eind 2018 viel, kwam KIES Lokaal vanaf 26 maart 2019 weer in het college, dit keer samen met GroenLinks, VVD, CDA, D66 en PvdA. Erik Bekkering werd de wethouder namens KIES Lokaal.
Bij de verkiezingen van 2022 verloor de partij wederom een zetel, en werd zij in grootte voorbijgestreefd door de nieuwe Partij ONS DORP. Na de verkiezingen ontstonden er geen coalitie en oppositie, maar werd er een raadsakkoord gesloten. Op 12 juni 2024 kreeg de partij er een zetel bij, omdat ONS DORP-raadslid Houtenbos overstapte naar KIES Lokaal. Hij kon zich niet vinden in de koers van ONS DORP, waarbij de bouwplannen voor het Plein in Bergen de druppel vormden.

## Standpunten
KIES Lokaal handelt naar eigen zeggen niet vanuit een ideologie of levensbeschouwing. De partij maakt zich zorgen over de leefbaarheid van de dorpen in de gemeente. Zij is tegen centralisatie van voorzieningen zoals die voor recreatie, zorg en onderwijs. Ook vindt zij dat er meer geld moet worden vrijgemaakt voor sportfaciliteiten. De partij profileert zich als no-nonsensepartij, die elk dorp belangrijk vindt.

## Achterban
De achterban van KIES Lokaal is het sterkst vertegenwoordigd in Egmond, dat het zuiden van de gemeente Bergen vormt. Dit is ook het geval op de kandidatenlijsten, zo waren 16 van de 27 kandidaten in 2014 Egmonder.

## Verkiezingsuitslagen
De partij heeft bij verschillende verkiezingen de volgende resultaten behaald:
| Jaar | Stemmen | %     | Zetels |
| ---- | ------- | ----- | ------ |
| 2014 | 3742    | 24,9% | 6 / 23 |
| 2018 | 3200    | 20,2% | 5 / 21 |
| 2022 | 2637    | 17,0% | 4 / 21 |